# Sorde-l'Abbaye
Sorde-l'Abbaye is een gemeente in het Franse departement Landes (regio Nouvelle-Aquitaine) en telt 535 inwoners (1999). De plaats maakt deel uit van het arrondissement Dax.

## Geografie
De oppervlakte van Sorde-l'Abbaye bedraagt 16,3 km², de bevolkingsdichtheid is 32,8 inwoners per km².
De onderstaande kaart toont de ligging van Sorde-l'Abbaye met de belangrijkste infrastructuur en aangrenzende gemeenten.

## Demografie
Onderstaande figuur toont het verloop van het inwonertal (bron: INSEE-tellingen).